# Burg Stain
Die Ruine der Burg Stain (slowenisch Grad Kamen, deutsch Burg Stein) steht auf einem Felskamm im Talschluss in der Nähe des Dorfes Begunje (Vigaun) der Gemeinde Radovljica in der Region Gorenjska (Oberkrain).

## Geschichte
Die Höhenburg wurde erstmals 1263 urkundlich als Castrum Lapis und im Jahre 1350 als Stain erwähnt. Erbaut wurde sie durch die Ortenburger Grafen zum Schutz der Handelswege im oberen Savetal über die Karawanken. Nach dem Aussterben der Ortenburger im Jahre 1418 kam die Burg an die Grafen von Cilli. Danach kam die Burg an die Seebacher aus Smlednik. Anschließend ging der Besitz der Burg an Georg von Lamberg.
Im 15. Jahrhundert wurde der untere Teil der Burg schrittweise entlang der Felsplattform zwischen den beiden Sperrtürmen erweitert. Die Gefahr türkischer Angriffe und neue Schusswaffen prägten das endgültige Bild des Ausbaus der Burg im 16. Jahrhundert. Im 18. Jahrhundert wurde die Burg aufgegeben und die lambergischen Eigentümer beider Anwesen zogen um ins zeitgemäßere Schloss Katzenstein im Ortszentrum, während die Burg dem allmählichen Verfall preisgegeben wurde und sogar als Baumaterial dienen musste.
1959 begannen Konservierungsarbeiten an der Burg. Die Ruine wurde mit Holztreppen und Brücken zugänglich gemacht.

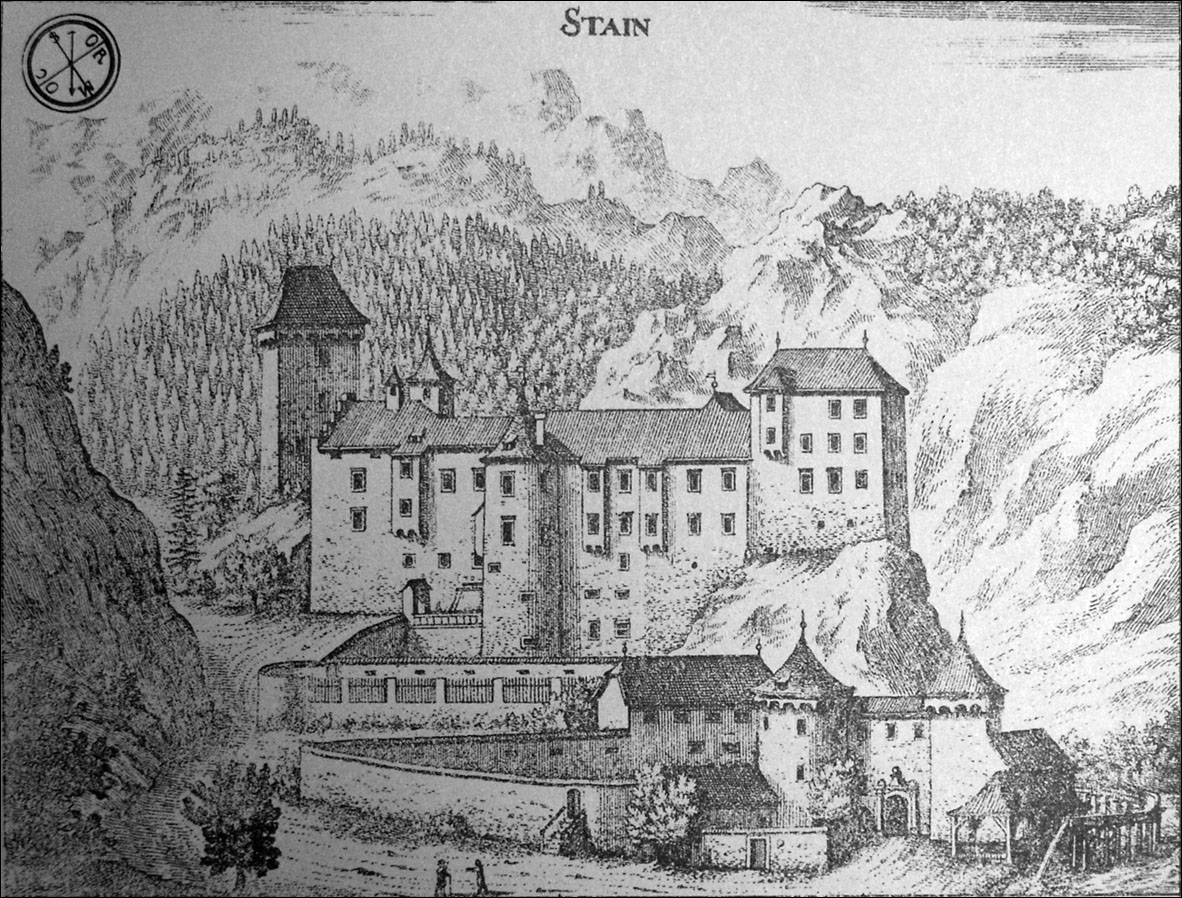
Kupferstich von Johann Weichard von Valvasor der Burg Stain
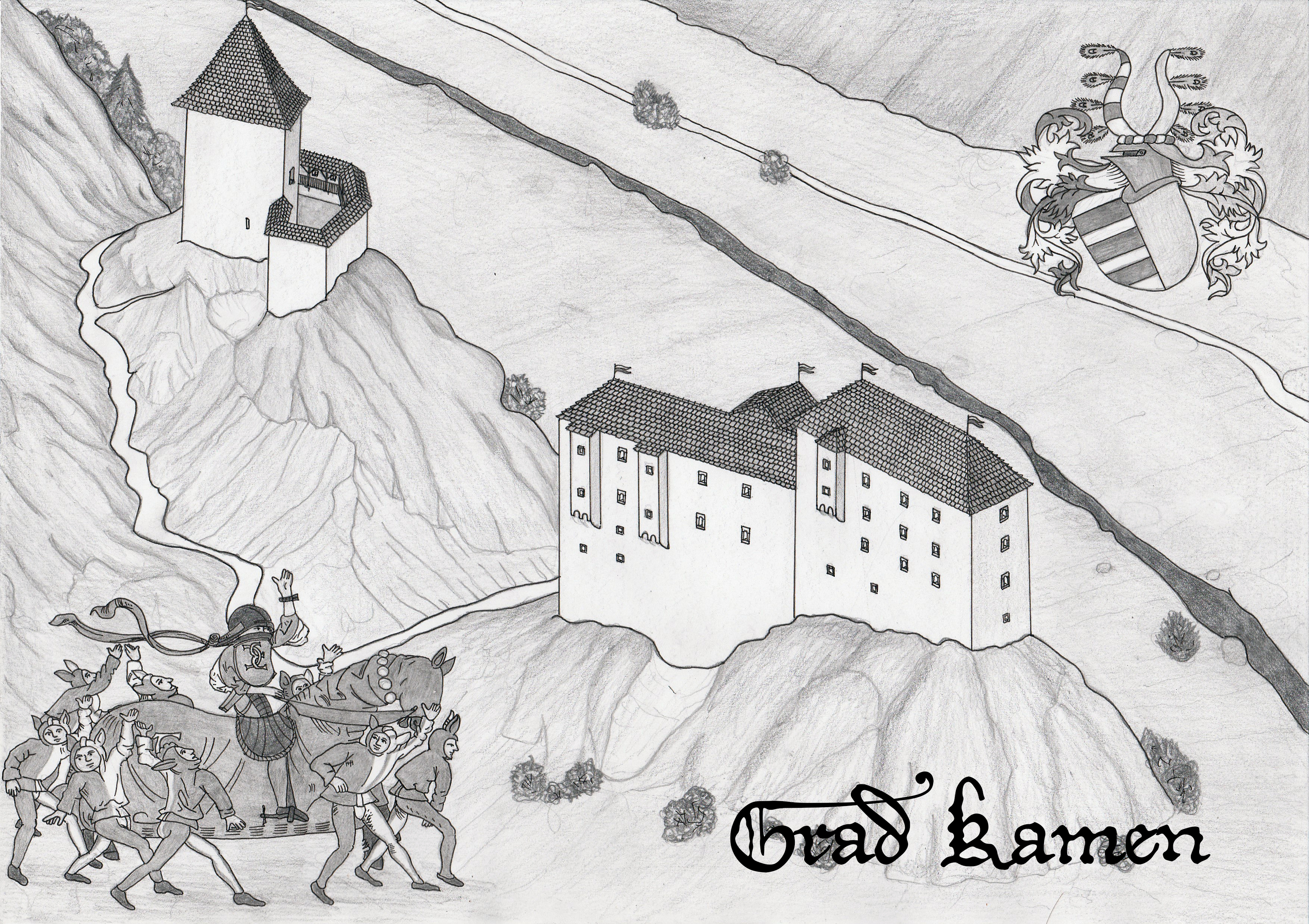
Rekonstruktion im 15. Jahrhundert
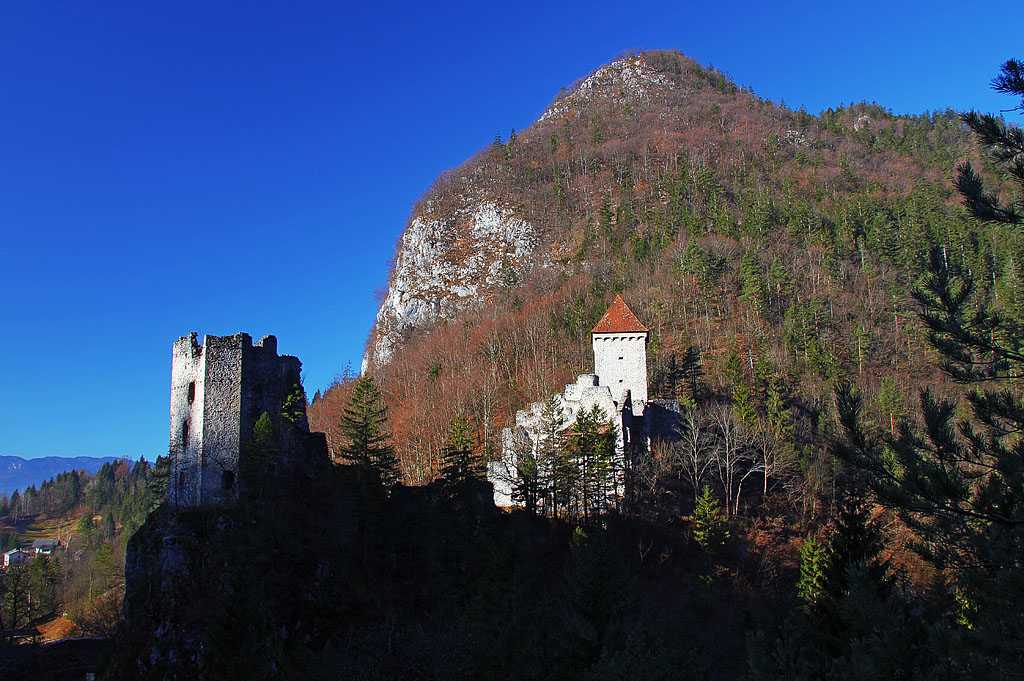
Sicht auf die Burg in der Gegenwart